# Asamblea Suprema del Pueblo
La Asamblea Suprema del Pueblo (en hangul, 최고인민회의; McCune-Reischauer, Ch’oego Inmin Hoeŭi) es el parlamento unicameral de la República Popular Democrática de Corea (Corea del Norte).
Está formada por un diputado por cada una de las 687 circunscripciones del país, que es elegido por un periodo de cinco años. El Partido del Trabajo de Corea tiene la mayoría de los escaños en el órgano legislativo nacional. La asamblea está presidida por Choe Ryong-hae.
Pese a que la asamblea es el principal órgano legislativo de Corea del Norte suele delegar la autoridad en un grupo más reducido e influyente, el Presídium, escogido de entre sus miembros.

## Composición
En la actualidad la composición de la Asamblea es de 687 escaños, 607 ocupados por el Partido del Trabajo de Corea, 50 para el Partido Socialdemócrata de Corea, 22 para el Partido Chondoísta Chong-u y 8 escaños para políticos independientes. Los tres partidos son aliados e integran el Frente Democrático para la Reunificación de la Patria.
En la décima sesión de la Asamblea en julio de 1998 se evidenció un aumento del poder del Ejército Popular de Corea, ya que se escogieron 101 delegados militares sobre un total de 687. Una diferencia considerable respecto a los 57 militares elegidos en la anterior sesión, en 1990.
Kim Yong-Nam ha sido presidente del Presídium de la Asamblea desde 1998 hasta 2019. Choe Ryong-hae es el nuevo presidente de la Asamblea. Pak Chol-min y Pak Kum-hui son los vicepresidentes de la misma.

## Funcionamiento y funciones
De acuerdo con la Constitución de Corea del Norte adoptada en 1972 la Asamblea Popular Suprema es el órgano más alto de gobierno del país asiático. La Asamblea se convoca una o dos veces al año en sesiones de varios días, el periodo de tiempo que pasa reunida la Asamblea es el más corto de ningún Parlamento.[cita requerida] La Asamblea suele convertir en ley las propuestas del gobierno durante sus sesiones sin apenas modificaciones ni debate. Mientras que la Asamblea no está reunida, el Presídium cumple la función de poder legislativo. Pueden igualmente tener lugar sesiones extraordinarias en caso de que las convoque el Presídium o un tercio de los diputados.
Las funciones de la Asamblea son:
- Adoptar, enmendar y completar lo promulgado en la Constitución. Estas enmiendas requieren ser aprobadas por más de dos tercios del número total de diputados.[4]
- Determinar las políticas estatales y los presupuestos.
- Elegir el presidente, vicepresidente y los miembros de la Comisión Nacional de Defensa de Corea del Norte.
- Elegir al presidente y a los miembros del Presídium.
- Escoger un Presidente, Vicepresidente y otros miembros del Gabinete.
- Recibir informes de asuntos legales.[4]

## Presídium
El Presídium de la Asamblea es el más elevado órgano de poder de Corea del Norte. Durante los periodos en los que la asamblea no está reunida recae sobre este todo el ejercicio del poder legislativo. Esto, en la práctica, abarca prácticamente todo el año. Choe Ryong-hae es el actual presidente del Presídium.
El Presídium consta de un Presidente, varios vicepresidentes, secretarios y otros miembros. Las funciones del Presídium son:
- Fijar las sesiones de la Asamblea Suprema Popular.
- Examinar y aprobar nuevas legislaciones estatales cuando la Asamblea no está reunida.
- Interpretar la Constitución del país.
- Formar o disolver los ministerios del gobierno.
- Supervisar las leyes de los órganos del estado.
- Organizar las elecciones a la Asamblea.
- Ratificar los tratados con otros países.
- Nombrar, trasladar o cesar de su puesto a los jueces o funcionarios cuando la Asamblea no está reunida.
- Otorgar perdones especiales o amnistías.